# Майсен (район, до 2008)
Майсен (нім. Landkreis Meißen) — колишній район у Німеччина, у землі Саксонія. Підпорядкований адміністративному округу Дрезден. Центр району — місто Майсен.
1 серпня 2008 об'єднаний із районом Різа-Гросенхайн. Нова назва району — Майсен.
Площа — 631,69 км². Населення — 149 273 осіб. Густота населення — 236 осіб/км².
Офіційний код району — 14 2 80.

## Адміністративний поділ
Район поділено на 15 громад.

## Міста та громади
Міста
1. Косвіг (22 241)
2. Ломмач (5 785)
3. Майсен (28 270)
4. Носсі (7 441)
5. Радебойль (33 099)
6. Радебург (7 871)

Об'єднання громад
Управління Кетцербахталь
Громади
1. Діра-Церен (3 802)
2. Кебшюцталь (2 941)
3. Кетцербахталь (2 877)
4. Кліпхаузен (6 244)
5. Лойбен-Шлайніц (1 556)
6. Морицбург (8 160)
7. Нідерау (4 230)
8. Трібішталь (4 618)
9. Вайнбела (10 138)